# Walter Emilio Ramírez
Walter Emilio Ramírez Álvarez (Medellín, Colombia; 30 de julio de 1961) es un entrenador y preparador físico colombiano. A nivel profesional a loborado en las disciplinas de patinaje y fútbol. Actualmente está en el Al-Ain de los Emiratos Árabes Unidos
Inicio su carrera como entrenador y preparador físico principalmente en las Divisiones menores del Deportivo Independiente Medellín en donde compartió el proceso de formación con jugadores que llegaron al profesionalismo como Darío 'Chusco' Sierra. Paralelamente también estuvo al mando de las selecciones Colombia y Antioquía de Patinaje Artístico.
Más adelante a nivel profesional ha integrado diversos cuerpos técnicos comandados por entrenadores como: Leonel Montoya, Eduardo Julián Retat, Álvaro Restrepo, Carlos Mario Hoyos, Óscar Aristizábal, Sergio Santín entre otros. Dirigió de manera interina un par de partidos al Mes Kerman en 2013. Ha desarrollado gran parte su carrera en el fútbol de los Emiratos Árabes Unidos desempeñando el rol de preparador físico.

## Formación académica
Ramírez es egresado del programa de Tecnólogo Deportivo del Politécnico Colombiano Jaime Isaza Cadavid. Además posee un Magister Entrenamiento en Fútbol  de la Universidad Federal de Río Grande del Sur.

## Clubes patinaje
| Club                                     | País           | Año       |
| ---------------------------------------- | -------------- | --------- |
| Liga Antioqueña de Patinaje              | Colombia       | 1982-1986 |
| Selección Colombia de Patinaje Artístico | Colombia       | 1985      |
| Desert Firpo                             | Estados Unidos | 2001      |

## Clubes en fútbol

### Como preparador físico - asistente técnico
| Club                   | País                   | Año           |
| ---------------------- | ---------------------- | ------------- |
| Cúcuta Deportivo       | Colombia               | 1989-1990     |
| Envigado FC            | Colombia               | 1991          |
| Industrial Itagüí      | Colombia               | 1992          |
| Independiente Medellín | Colombia               | 1992          |
| Delfín SC              | Ecuador                | 1993          |
| LDU de Quito           | Ecuador                | 1994          |
| Cúcuta Deportivo       | Colombia               | 1995          |
| Atlético Bello         | Colombia               | 1996-1998     |
| Itagüí Fútbol Club     | Colombia               | 1999-2000     |
| Jorge Winsterman       | Bolivia                | 2000          |
| Ras Al-Khaima          | Emiratos Árabes Unidos | 2002-2003     |
| Cúcuta Deportivo       | Colombia               | 2004          |
| Deportivo Táchira      | Venezuela              | 2005-2006     |
| Atlético Bucaramanga   | Colombia               | 2006-2007     |
| Emirates Club          | Emiratos Árabes Unidos | 2008-2009     |
| Ras Al-Khaima          | Emiratos Árabes Unidos | 2010-2011     |
| Dibba Al-Fujairah      | Emiratos Árabes Unidos | 2011-2012     |
| Mes Kerman             | Irán                   | 2012-2014     |
| Sanat Naft Abadan      | Irán                   | ¿?            |
| Masfout Club           | Emiratos Árabes Unidos | 2016-2018     |
| Al-Ain                 | Emiratos Árabes Unidos | 2018-presente |

### Como entrenador
| Club                                        | País     | Año       |
| ------------------------------------------- | -------- | --------- |
| Independiente Medellín (Divisiones menores) | Colombia | 1982-1989 |
| Mes Kerman                                  | Irán     | 2013      |

## Palmarés

### Como futbolista
| Título        | Club                   | País            | Año  |
| ------------- | ---------------------- | --------------- | ---- |
| Primera B     | Envigado FC            | Colombia        | 1991 |
| Primera B     | Cúcuta Deportivo       | Colombia        | 1996 |
| Emirates Club | Emiratos Árabes Unidos | Copa Presidente | 2009 |